# 최승용 (야구 선수)
최승용(崔丞鎔, 2001년 5월 11일~)은 대한민국의 야구 선수로, 현재 KBO 리그 두산 베어스에서 투수로 뛰고 있다. 중학교 2학년 때까지 스포츠 클럽 활동으로 야구를 접하다가 중학교 3학년 때 엘리트 야구를 시작했으며, 잠재력을 인정받아 2021년 드래프트에서 두산의 지명을 받아 프로에 입단했다. 프로 데뷔 이후 1군에서 불펜과 선발을 번갈아가며 출전해왔으며, 소속팀과 국가대표팀에서 차기 선발투수로 평가받고 있다.

## 아마추어 경력
최승용은  초등학교 5학년부터 중학교 2학년 때까지 스포츠 클럽인 남양주야놀유소년야구단에서 활동하면서 대한유소년야구연맹 회장배, 속초시 설악배, 크린토피아배 등 각종 유소년 야구 대회에서 우승을 경험했으며, 여러 대회에서 최우수 선수로 선정되기도 했다. 양오초등학교를 졸업한 뒤에 양오중학교로 진학했으며, 중학교 3학년 때 모가중학교로 전학해서 엘리트 야구를 시작했다. 이후 소래고등학교에 진학했으며, 고등학교 3학년 때인 2020년에는 고교 리그에서 10경기에 출전해 28+2⁄3이닝 동안 3승 3패, 25탈삼진, 4.97의 평균자책점을 기록했고, 제74회 황금사자기 전국고교야구대회에서는 강팀으로 평가 받던 야탑고등학교를 상대로 중간 계투로 출전해 3이닝 3실점을 기록하며 소속팀의 16강 진출에 힘을 보탰다. 그리고 2021년 KBO 리그 신인 드래프트에서 2차 2라운드(전체 20순위)에 두산 베어스의 지명을 받았는데, 이는 대한유소년야구연맹 출신 선수로는 지난해의 김이환에 이은 두 번째 프로 지명이자 소래고 출신으로는 네 번째 프로 지명이었다. 그해 10월 21일 두산 구단이 신인 선수와의 입단 계약을 마친 가운데, 최승용은 8,000만 원의 계약금을 받았다.

## 프로 경력

### 2021년
프로 첫 시즌을 앞두고 최승용은 등번호 64번을 달았다. 정규 시즌 시작 후에는 퓨처스리그에서 계속해서 머물다가 8월 26일에 두산 1군 선수단이 더블헤더를 치르게 되면서 특별 엔트리로 1군에 등록되었다. 8월 29일에는 부진한 모습을 보였던 이영하가 1군에서 말소되면서 최승용이 3일 만에 1군에 재등록되었다. 그리고 9월 2일 SSG 랜더스와의 원정경기에서 프로 데뷔전을 가졌는데, 4회에 등판해 첫 세 타자를 상대로 삼자범퇴로 처리했지만 다음 이닝에 한유섬에게 3점 홈런을 헌납하고 마운드를 내려왔다. 하지만 이후 경기에서 구원투수로 등판하며 점차 안정적인 투구를 보여주었고, 두산 김태형 감독은 "초반 안타를 맞았지만, 본인 공을 던지는 점이 좋았다. 공 던지는 스타일도 좋고 생각보다 밸런스나 여러 가지 좋은 것을 갖추고 있다. 구속도 처음보다 1~2km/h씩 늘어나는 것이 좋았다"라고 평하며 장차 선발투수 준비를 시켜야 하는 선수라고 언급했다. 최승용은 10월 6일 대전 한화전에서 프로 데뷔 첫 선발 등판 기회를 가졌으나, 실책 2개가 겹쳐 2⁄3이닝 2피안타(1피홈런) 2볼넷 1탈삼진 2실점(1자책)만을 기록하고 교체되었다. 한편 10월 들어 대량 실점을 하며 조기 강판된 선발 유희관이 2군행을 통보받으면서, 최승용은 다시 대체 선발로 나서게 되었다. 10월 16일 잠실 KIA전에 선발 등판한 최승용은 3이닝 4피안타 3볼넷 3실점(2자책점)을 기록했다.
정규 시즌을 4위로 마친 두산은 와일드카드 결정전에 진출해 키움 히어로즈와 맞붙었다. 1차전에서 최승용은 구원 등판했으나 공 3개 만에 몸에 맞은 공을 허용하고 강판되었다. 2차전에서는 팀의 마지막 투수로 나서 1이닝 1실점을 기록했고, 두산은 16–8로 승리하며 준플레이오프에 진출했다. 최승용은 준플레이오프 2차전에서 선발 곽빈에 이어 5회 등판해 아웃카운트 두 개를 책임졌다. 소속팀 두산은 플레이오프에 진출했고, 최승용은 2차전에서 선발 김민규에 이어 3회에 등판했으나 1⁄3이닝 2피안타 1실점을 기록했다. 두산은 KBO 리그 최초로 7년 연속 한국시리즈에 진출했으나 우승에는 실패했고, 최승용은 2차전에서 1이닝 무실점, 3차전 1⁄3이닝 무실점, 4차전 1⁄3이닝 무실점을 기록했다.
최승용의 1군 데뷔 첫 해 15경기에 출전해 18+1⁄3이닝 동안 2홀드, 평균자책점 3.93을 기록했다. 특히 포스트시즌에서는 팀이 치른 11경기 중 7경기에 등판했으며, 3+2⁄3이닝 동안 1자책점만 기록했다.

### 2022년
최승용은 소속팀의 스프링캠프가 시작되기 전 자신의 모교인 소래고의 서귀포 전지훈련에 동행해 몸을 만들었고, 1군 스프링캠프에서는 베테랑 장원준에게 체인지업을 전수받기도 했다. 울산에서 진행된 두산의 스프링캠프 현장에 방문한 선동열은 그의 불펜 피칭을 지켜본 뒤에 "따로 조언이 필요하지 않다. 정말 좋다."라고 극찬했다. 3월 15일 kt와의 시범경기에서는 외국인 타자 헨리 라모스에게 만루홈런을 얻어맞았다.
정규 시즌이 시작된 후 4월 7일 잠실 삼성전에서 3회 무사 1, 2루 상황에 등판해 62구를 던지며 3+2⁄3이닝 2피안타 무사사구 3탈삼진 무실점을 기록해 팀의 승리를 도왔고, 다음날 경기를 앞두고 김태형 감독은 부진한 투구를 보였던 박신지 대신 잠시 최승용을 선발투수로 기용하겠다고 밝혔다. 그리고 4월 13일 수원 kt전에서 선발 등판이 예정되어 있었으나, 우천 취소로 인해 경기가 열리지 못했다. 4월 23일 LG와의 홈경기에서는 선발투수 아리엘 미란다의 뒤를 이어 4회말 등판해 3이닝 동안 2피안타 1탈삼진 무실점으로 호투하며 프로 데뷔 첫 승을 거뒀다. 4월 29일 SSG와의 원정경기에서는 시즌 처음으로 선발로 등판해 5이닝 동안 1피안타 2사사구 3탈삼진 무실점으로 프로 데뷔 후 개인 한 경기 최다 이닝을 소화했지만, 두산은 이 경기에서 패했다. 5월 11일 고척 키움전에서는 6이닝 동안 투구수 88구, 4피안타 1볼넷 1탈삼진 무실점으로 데뷔 첫 퀄리티 스타트와 함께 프로 데뷔 첫 선발승을 따냈는데, 공교롭게도 이날은 최승용의 생일로 김상태에 이어 KBO리그 역대 2번째로 자신의 생일에 데뷔 첫 선발승을 기록한 선수가 되었다. 하지만 5월 19일 잠실 SSG전에서 3+1⁄3이닝 8피안타 5실점, 6월 17일 잠실 SSG전에서 2이닝 5피안타 3실점을 기록하는 등 이후 경기들에서 선발 로테이션을 돌면서도 계속해서 흔들리는 모습을 보였고, 미란다의 1군 복귀 시점이 6월 25일로 정해지면서 불펜으로 다시 보직을 이동했다.
최승용은 7월 6일 잠실 키움전에서 두 번째 투수로 나서 1+2⁄3이닝 무안타 2탈삼진 무실점으로 시즌 3승째를 거뒀다. 다음날인 7일에도 경기에 출전해 2⁄3이닝 무실점으로 홀드를 기록했고, 하루 휴식 후 치러진 7월 9일 LG전에서는 2회초 두 번째 투수로 등판해 4이닝 동안 3피안타 2사사구 2탈삼진 1실점을 기록했다. 이후 계속 불펜투수로 등판하다가 투수진의 공백으로 인해 7월 29일 대전 한화전에서 다시 선발투수로 나서 4+1⁄3이닝 3피안타 3볼넷 4탈삼진 무실점을 기록했고, 두산은 이 경기를 7–3으로 승리했다. 8월 25일 대전 한화전에서 다시 선발투수로 출전해 5이닝 1피안타 2볼넷 4탈삼진 무실점의 투구를 펼쳤으며, 승패는 기록하지 못했다. 이후 팀 내 선발투수 중 한 명이었던 이영하가 고등학교 시절 학교 폭력 혐의로 불구속 기소되면서 최승용이 다시 대체 선발로 나서게 되었다. 9월 10일 잠실 KIA전에 선발 등판한 최승용은 6+2⁄3이닝 동안 5피안타(1피홈런) 3탈삼진 3사사구 3실점(2자책점)으로 프로 데뷔 이후 최다 이닝을 소화했으나, 타선 지원을 받지 못하면서 패전을 떠안았다. 9월 16일 대구 삼성전에서는 선발로 나서 4+1⁄3이닝 동안 11피안타(2피홈런) 4탈삼진 7실점(6자책)으로 부진했지만, 소속팀 두산은 13–11로 승리했다. 시즌 마지막 등판이었던 10월 3일 사직 롯데전에서도 4+1⁄3이닝 4피안타 2사사구 4탈삼진 3실점(2자책)으로 승리를 거두지 못했다.
시즌 최종 성적은 48경기에서 93+1⁄3이닝 동안 3승 7패, 5홀드, 5.30의 평균자책점을 기록했다. 시즌이 끝난 후에 KBO 신인상 후보에도 이름을 올렸으나, 수상자에는 KBO 리그 신인 최다 홀드를 기록한 팀 동료 정철원이 선정되었다. 새로 두산의 감독으로 선임된 이승엽은 최승용의 보직을 하나로 고정하겠다는 의견을 피력했다.

### 2023년
오스트레일리아 시드니에서 소속팀 두산의 스프링캠프가 진행된 가운데, 최승용은 다가오는 시즌에서 유력한 5선발 자원으로 평가받았다. 두산의 전지훈련에 합류해 2주간 인스트럭터 역할을 한 다카하시 히사노리는 팀 내 인상적인 투수 중 한 명으로 최승용을 꼽았으며, 최승용 본인은 다카하시로부터 "체인지업 그립과 던지는 방법을 꾸준히 물었고, 많이 배웠다"면서 "공을 던질때 그려야 할 이미지부터 멘탈, 세트포지션에서 움직임 등을 전반적으로 가다듬는 기회였다"라고 밝히기도 했다. 3월 19일 KIA와의 광주 시범경기에서는 선발로 등판해 여섯 타자 연속 탈삼진을 잡아냈으며, 같은 달 30일 한화 2군과의 경기에서는 선발로 등판해 7이닝 노히트 피칭을 펼쳤다.
하지만 정규 시즌 첫 등판이었던 4월 5일 잠실 NC전에서 최승용은 1+2⁄3이닝 동안 10피안타(1피홈런) 2사사구 8실점으로 패전투수가 되었다. 4월 22일 kt wiz와의 홈경기에서는 선발투수로 나서며 5이닝 6피안타 1사사구 4탈삼진 무실점으로 시즌 첫 승을 거뒀다. 5월 들어 외국인 투수 딜런 파일이 부상에서 복귀하자 불펜으로 보직을 이동했지만, 선발 로테이션의 한 축이었던 곽빈이 허리 부상을 이탈하자 이달 13일 잠실 KIA전에서 선발 등판해 6이닝 5피안타 1볼넷 5탈삼진 1실점으로 시즌 2승째를 챙겼다. 5월 25일 잠실 삼성전에서는 선발로 나서 6이닝 6피안타 2사사구 3탈삼진 2실점으로 호투했고, 두산은 11회말 김재호의 끝내기 안타로 경기에서 승리했다. 하지만 6월에 들어서는 4일 kt전부터 22일 SSG전까지 4경기 연속 5이닝을 채우지 못했다. 이후 장원준이 5선발로 복귀하면서 최승용은 불펜으로 자리를 이동했다. 이후 10경기에서 11이닝을 소화하며 평균자책점 2.45를 기록했고, 8월 2일 대전 한화전에서는 연장 12회에 팀의 마지막 투수로 등판해 상대 타선을 삼자범퇴로 막으며 프로 데뷔 첫 세이브를 기록했다.
8월 8일 잠실 삼성전에서는 재활에 들어간 최원준을 대신해 2개월여 만에 선발투수로 돌아와 5+1⁄3이닝 동안 3피안타 1실점으로 87일만에 승리투수가 되었다. 8월 19일 NC와의 홈경기에서도 선발 등판했으나 3회초 손가락 물집 증세로 마운드를 내려갔고, 이후 단순 물집이 아니라 손가락이 많이 까졌다는 이유로 다음날 2군으로 내려갔다. 이후 부상에서 회복해 9월 8일에 1군으로 복귀했고, 당일 치러진 삼성과의 홈경기에서 선발로 등판해 5이닝 5피안타 1피홈런 2볼넷 4탈삼진 2실점을 기록했다. 9월 14일 잠실 SSG전에서는 선발로 나서 5이닝 동안 6피안타 무사사구 2탈삼진 1실점으로 승패를 기록하지는 못했으나, 팀 승리에 발판을 놓았다. 같은 달 27일 문학 SSG전에서는 5이닝 4피안타 1볼넷 6탈삼진 무실점으로 호투했으나, 소속팀은 3–6으로 패했다. 10월 3일 키움과의 홈경기에서는 선발로 나서 6이닝 6피안타 5탈삼진 1사사구 2실점을 기록했고, 소속팀은 5–6으로 패했다. 시즌 막판까지 순위가 확정되지 않을 경우 두산은 10월 17일 SSG 랜더스와의 경기에서 최승용을 선발로 기용할 계획이었으나, 5위가 확정되면서 대신 장원준을 이날 경기 선발로 내세웠다. 최승용은 이 경기에서 7회 1사 만루 상황에 등판해 2⁄3이닝을 책임졌다.
소속팀 두산은 와일드카드 결정전에 진출해 NC 다이노스와 맞붙게 되었다. 10월 19일 치러진 1차전에서 최승용은 6회 마운드에 올라 1이닝 무실점을 기록했고, NC가 14–9로 경기를 승리하면서 준플레이오프에 진출했다. 이해 최승용은 정규 시즌에서 34경기에 출전해 커리어 하이인 111이닝을 던지며 3승 6패, 1세이브, 3.97의 평균자책점을 기록했다.

### 2024년
최승용은 새로운 시즌을 앞두고 자신의 등번호를 기존의 64번이 아니라, 통산 132승을 거두고 지난해를 마지막으로 은퇴를 선언한 장원준의 등번호였던 28번을 물려받기로 결정했다. 2024년 1월, 최승용과 팀 동료 이병헌, 롯데의 김진욱, 삼성의 이호성은 일본 돗토리로 출국해 개인 훈련을 진행했다. 최승용은 이후 같은 달 29일에 출국하는 1군 스프링캠프 명단에서도 빠져 2군 캠프에 참여할 예정이었지만, 왼쪽 팔꿈치 피로 골절로 인해 2군 전지 훈련 명단에서도 제외되어 이천에서 재활을 하기로 결정했다. 2월 9일에 두산 구단이 연봉 계약을 마무리한 가운데, 최승용은 1억 200만원으로 데뷔 후 처음으로 억대 연봉 고지에 올랐다. 스프링캠프를 앞두고 이승엽 감독은 최승용을 팀의 4선발로 점찍기도 했지만, 팔꿈치 부상으로 인해 2024년 시즌 선발진 구상에서 제외되었고, 대신 시즌 개막을 앞둔 3월 말에 피칭 훈련을 시작할 예정이었다. 그렇게 당초 5월 복귀를 목표로 삼았지만 장염 증세로 인해 재활에 진척이 늦어졌고, 이후 6월 내로 하프 피칭과 불펜 피칭으로 투구할 몸을 제대로 만든 뒤에 7월 초 퓨처스리그 등판과 7월 말 1군 복귀로 가닥을 잡았다.
계속된 우천 취소로 인해 2군 경기에 등판하지 못한 최승용은 7월 19일과 7월 21일에 대신 라이브 피칭을 소화했고, 7월 25일에 이천 SSG 2군 경기에 선발 등판해 28개의 공을 던지며 1+2⁄3이닝 1피안타 1볼넷 1실점을 기록했다. 그리고 7월 27일 문학 SSG전을 앞두고 1군에 등록되었다. 이승엽 감독은 최승용을 남은 시즌 불펜으로 기용하겠다고 밝혔지만, 5선발 역할을 하던 최준호가 발목 인대 부분 파열로 팀을 이탈하면서 대체 선발 투수로 마운드에 오르게 되었다. 1군 엔트리에 이름을 올린 이후 5경기에 구원 등판한 후, 8월 10일 문학 SSG전에서 시즌 첫 선발 등판 기회를 가진 최승용은 2+1⁄3이닝 3피안타(1피홈런) 2사사구 2탈삼진 4실점을 기록했다. 9월 4일 대구 삼성전에서는 선발로 등판해 박병호의 KBO 리그 통산 400홈런을 허용하기도 했다. 9월 19일 잠실 KIA전에서는 2023년 10월 3일 이후 352일만에 퀄리티 스타트를 선보이며 시즌 첫 승을 따냈다. 다음 선발 등판 경기였던 NC 다이노스와의 홈경기에서도 5이닝 5피안타(1피홈런) 무사사구 4탈삼진 2실점으로 두 경기 연속 선발승을 따냈다.
두산과 kt wiz가 맞대결한 와일드카드 결정전에서 최승용은 2차전에 선발 등판해 4+2⁄3이닝 동안 61개의 공을 던지며 3피안타 무사사구 2탈삼진 무실점을 기록했다. 시즌이 끝난 후에는 일본 미야자키 피닉스 교육리그에 참가하는 두산 선수단 30명 명단에 포함되었다. 최승용은 이해 정규 시즌에서 12경기에 출전해 27이닝 동안 2승 무패, 1홀드, 6.00의 평균자책점을 기록했다.

### 2025년
시즌을 앞두고 최승용은 평균 구속을 늘리기 위해 체중을 5㎏ 증량하는 한편, 팀의 4선발로 낙점되었다. 소속팀 두산이 개막 3연패를 기록하고 있던 3월 26일, 최승용은 수원 kt전에 시즌 첫 선발 등판에서 5+1⁄3이닝 동안 97구를 던지며 7피안타 2볼넷 3탈삼진 2실점을 기록하며 승리를 챙겼다. 4월 2일 잠실 키움전과 8일 잠실 한화전에서는 선발 등판해 각각 6이닝 4피안타 2사사구 7삼진 3실점, 6이닝 6피안타 3사사구 2탈삼진 3실점을 기록하며 두 경기 연속 퀄리티 스타트 피칭을 선보였다. 4월 27일 잠실 롯데전에서는 5이닝 4피안타 2볼넷 1탈삼진 3실점으로 시즌 2승을 따냈고, 이 경기까지 포함해 최승용이 시즌 개막부터 4월까지 등판한 경기에서 소속팀 두산은 5승 1패(83.3%)의 성적을 나타냈다.
5월 3일 대구 삼성전에서는 자신의 한 경기 최다 투구 수 타이인 100구를 던지며 7이닝 3피안타 2사사구 6탈삼진 1실점을 기록, 데뷔 첫 퀄리티 스타트 플러스 피칭을 펼치며 시즌 3승째를 수확했다. 같은 달 15일 대전 한화전에서는 선발로 나섰으나 왼손 중지 손톱이 깨지는 바람에 2이닝만 소화하고 마운드를 내려갔고, 다음날 1군에서 말소되었다. 이후 12일 만에 다시 1군 마운드에 선 최승용은 5월 27일 수원 kt전에서 6이닝 동안 8피안타 2사사구 2탈삼진 2실점으로 퀄리티 스타트 피칭을 펼쳤으나 시즌 2패째를 당했고, 6월 1일 고척 키움전에서도 지난해까지 두산에서 뛰었던 라울 알칸타라와 선발 맞대결을 펼치며 6+1⁄3이닝 동안 5피안타 6탈삼진 1실점으로 호투했지만 팀이 무득점에 그치면서 패전을 면치 못했다. 6월 14일 잠실 키움전에서는 6이닝 3피안타 2볼넷 무실점으로 시즌 4승째를 올리며 팀의 5연패를 끊었지만, 같은 달 22일 LG와의 원정 경기에서는 1회에만 40구를 던지는 등 2+1⁄3이닝 동안 탈삼진 없이 8피안타 4볼넷 1사구 9실점을 기록하며 조기 강판됐고, 시즌 평균자책점은 3.84에서 4.83으로 높아졌다. 하지만 6월 29일 창원 NC전에서 선발 등판해 5+1⁄3이닝 동안 4피안타 1볼넷 4탈삼진 2실점으로 시즌 5승째를 신고하며 반등에 성공했다.
최승용은 올스타전에 감독 추천 선수로 뽑혔지만, 전반기 마지막 등판이었던 7월 6일 kt전에서 왼손 검지 손톱이 깨지는 부상을 입어 출전이 불발되었고, 대신 박치국이 빈자리를 채우게 되었다.

## 국가대표팀 경력

### 2023년 아시아 프로야구 챔피언십
2023년 8월 29일에 KBO 전력강화위원회가 발표한 2023년 아시아 프로야구 챔피언십 국가대표팀 예비 명단에 최승용의 이름은 없었으나, 같은 해 10월 24일에 발표된 26명의 최종 엔트리에서는 팀 동료 곽빈과 함께 이름을 올렸다. 국가대표팀에 승선한 후 11월 8일에 대구삼성라이온즈파크에서 치러진 상무 야구단과의 연습 경기에서는 2이닝 1피안타 1볼넷 2탈삼진 무실점을 기록했으며, 11일 경기에서는 반대로 상무 소속으로 경기를 뛰며 1이닝 2피안타 1볼넷 1실점(비자책)을 기록했다. 11월 16일 도쿄 돔에서 치러진 오스트레일리아 야구 국가대표팀과의 APBC 예선 첫 경기에서는 8회 등판해 1+2⁄3이닝 동안 탈삼진 4개를 솎아내며 호투했고, 대한민국은 3–2로 승리했다. 이틀 뒤 치러진 중화 타이베이 야구 국가대표팀과의 예선 세 번째 경기에서는 7회 등판해 1이닝 1볼넷 1탈삼진 무실점을 기록했다. 19일에 치러진 일본 야구 국가대표팀과의 결승전에서는 2–1로 앞서던 6회 곽빈에 이어 두 번째 투수로 등판했으나 동점을 허용하고 이닝을 마쳤다. 대한민국은 이 경기에서 승부치기 접전 끝에 3–4로 끝내기 패배를 당하며 대회 준우승에 머물렀다.

### 2024년 WBSC 프리미어 12
최승용은 2024년 10월 11일에 KBO 전력강화위원회가 발표한 2024년 WBSC 프리미어 12 국가대표팀 소집 명단 35인에 팀 동료 곽빈, 김택연, 이영하와 함께 이름을 올렸다. 대표팀에 합류한 후인 11월 2일에 고척스카이돔에서 치러진 쿠바 야구 국가대표팀과의 평가전에서 선발투수로 나서 2이닝 동안 3피안타 1탈삼진 무실점을 기록했고, 고영표에게 다음 이닝을 넘겼다. 그리고 11월 7일에 발표된 28명의 최종 명단에도 최승용은 포함되었으며, 대표팀의 선발투수를 맡을 것으로 예상되었다. 대회 시작 후, 11월 15일 타이베이 돔에서 열린 일본과의 조별 예선 경기에서 최승용은 선발투수로 출전해 1+2⁄3이닝 4피안타 1탈삼진 2실점을 기록하고 마운드를 내려왔다. 같은 달 18일 톈무 야구장에서 치러진 오스트레일리아와의 조별 예선 최종전에서는 중간 계투로 나서 2⁄3이닝 무실점을 기록했으며, 대한민국은 슈퍼 라운드 진출에 실패했다.

## 통산 기록
| 연도 | 팀명  | 평균자책점 | 경기 | 완투 | 완봉 | 승 | 패 | 세 | 홀 | 승률  | 타자 | 이닝 | 피안타 | 피홈런 | 볼넷 | 사구 | 탈삼진 | 실점 | 자책점 |
| ---- | ----- | ---------- | ---- | ---- | ---- | -- | -- | -- | -- | ----- | ---- | ---- | ------ | ------ | ---- | ---- | ------ | ---- | ------ |
| 2021 | 두산  | 3.93       | 15   | 0    | 0    | 0  | 0  | 0  | 2  | -     | 83   | 18⅓  | 20     | 3      | 10   | 1    | 16     | 10   | 8      |
| 2022 | 두산  | 5.30       | 48   | 0    | 0    | 3  | 7  | 0  | 5  | 0.300 | 423  | 93⅓  | 104    | 8      | 43   | 2    | 64     | 59   | 55     |
| 2023 | 두산  | 3.97       | 34   | 0    | 0    | 3  | 6  | 1  | 0  | 0.333 | 479  | 111  | 116    | 9      | 34   | 4    | 82     | 54   | 49     |
| 2024 | 두산  | 6.00       | 12   | 0    | 0    | 2  | 0  | 0  | 1  | 1.000 | 124  | 27   | 37     | 6      | 7    | 0    | 21     | 18   | 18     |
| 통산 | 4시즌 | 4.69       | 109  | 0    | 0    | 8  | 13 | 1  | 8  | 0.381 | 1109 | 249⅔ | 277    | 26     | 94   | 7    | 183    | 142  | 130    |